# Johan Rudolph Thorbecke
Johan Rudolph Thorbecke (ur. 14 stycznia 1798, zm. 4 lub 5 czerwca 1872) – holenderski polityk. Był przywódcą liberałów oraz współtwórcą nowej konstytucji z 1848 roku. W latach 1849–1872 trzykrotnie (z przerwami) pełnił funkcję premiera Holandii. Jako premier przeprowadził liczne reformy społeczne. Był profesorem uniwersytetów w Gandawie i Lejdzie.
Thorbecke był jednym z najważniejszych polityków holenderskich w XIX-tym wieku. Urodził się w Zwolle w północno-wschodniej Holandii. Studiował między innymi literaturę klasyczną i filozofię w Amsterdamie. Po studiach został profesorem dyplomacji i historii współczesnej na Uniwersytecie w Lejdzie.
Kiedy w 1848 roku król Niderlandów Wilhelm II Holenderski zdecydował się powołać komitet mający na celu rewizję dotychczasowej konstytucji, Thorbecke objął kierownictwo nad tą inicjatywą. Nowa konstytucja była liberalna, między innymi zmniejszała uprawnienia monarchy oraz gwarantowała wolność religijną. Proklamowano ją w 1848 roku.